# Disneyland Resort
Disneyland Resort in Anaheim, Californië is het allereerste Walt Disney-resort. Het resort herbergt twee themaparken, drie hotels en een winkel-, uitgaans- en amusementscomplex.
Het originele Disneyland-themapark werd geopend op 17 juli 1955, maar het merendeel van het aanliggende land was niet in handen van Disney. In de jaren negentig kwam Disney met plannen om te gaan uitbreiden. Alhoewel het oorspronkelijke project lichtelijk werd aangepast, opende het nieuwe themapark onder de nieuwe naam – Disneyland Resort – in 2001, met de opening van Downtown Disney in januari en Disney California Adventure Park in februari. Dit resort is met een oppervlakte van 500 acres (of 2,02 km²) een van de kleinere resorts van Disney, zelfs Disneyland Parijs is met 19 km² nog een heel stuk groter.

## Opzet

### Themaparken

#### Disneyland Park
Dit park is het originele Disneyland dat op 17 juli 1955 geopend werd door Walt Disney. Het park telt 8 gebieden: Main Street, U.S.A., Adventureland, New Orleans Square, Critter Country, Star Wars: Galaxy’s Edge, Frontierland, Fantasyland, Mickey's Toontown, en Tomorrowland. Oorspronkelijk waren er vijf themagebieden: New Orleans Square, Critter Country, Mickey's Toontown en Galaxy’s Edge werden geopend in respectievelijk 1966, 1972, 1993 en 2019.

#### Disney California Adventure Park
Op 8 februari 2001 werd in het resort het tweede themapark geopend. Dit park is opgebouwd uit zeven gebieden: Buena Vista Street, Hollywood Land, A Bug's Land, Cars Land, Pacific Wharf, Paradise Pier en Grizzly Peak. Het park telt 29 attracties, waaronder California Screamin', The Twilight Zone Tower of Terror en Toy Story Midway Mania!.